# Modeste Kérékou
Modeste Kérékou, de son vrai nom Modeste Tihounté Kérékou, né le 15 août 1976 à Cotonou, est un homme politique béninois.

## Biographie
Il est l'un  des fils de l’ancien Président Mathieu Kérékou. Marketeur de formation à la base, il est également titulaire d'un DESS en Démocratie & Gouvernance obtenu à la Chaire UNESCO des Droits de la Personne et de la Démocratie à l'Université d'Abomey Calavi.

## Parcours politique
Élu en 2003 sur la liste UBF à l'Assemblée nationale, il fut le plus jeune député de la 4e législature et vice-président de l'Union Pour la Relève (UPR), 
Le 18 juin 2010, il est nommé au poste de ministre de la Jeunesse, des Sports et des Loisirs et devient ainsi à presque 34 ans l'un des plus jeunes ministres de la République.
Le 28 juin 2016, il devient Directeur général du Fonds national pour la Promotion de l’Entreprise et de l’Emploi des Jeunes.
Il est, depuis le 30 octobre 2017, ministre des PME et de la Promotion de l'Emploi dans le gouvernement du président Patrice Talon. 